# Каянза (провинция)
Каянза е една от 18-те провинции на Бурунди. Обхваща територия от 1233 km2. Столица е едноименният град Каянза. 

## Общини
Провинция Каянза включва девет общини:
- община Бутаганзва
- община Гахомбо
- община Гатара
- община Кабароре
- община Каянза
- община Матонго

- община Муханга
- община Мурата
- община Ранго